# Hinman-Syndrom
Als Hinman-Syndrom oder „nichtneurogene neurogene Blase“ (NNNB), engl. auch lazy bladder syndrome und infrequent voider syndrome, wird eine besondere Form einer Blasenentleerungsstörung bezeichnet. Sie wurde erstmals 1974 durch Frank Hinman beschrieben.
Die auf den ersten Blick seltsame Bezeichnung „nichtneurogene neurogene Blase“ erklärt sich durch die Tatsache, dass dieselben Funktionsstörungen wie bei einer neurogenen Blase auftreten, neurologische Veränderungen jedoch nicht fassbar sind. Mögliche neurologische Ursachen müssen deshalb ausgeschlossen werden, bevor die Diagnose unter Zuhilfenahme der urodynamischen Untersuchung gestellt wird.
Es besteht in der Regel eine große Blasenkapazität mit seltener Miktionsfrequenz. Als Ursache wird eine im Kindesalter angelernte Form der Detrusor-Sphinkter-Dyssynergie meist als Folge einer Reifungsverzögerung der Bahnen des zentralen Nervensystems sowie von Verhaltensstörungen angenommen.

## Differentialdiagnose
Abzugrenzen sind seltene Syndrome wie z. B. Urofaciales-Syndrom.

## Therapie
Therapeutisch wird eine Blasenentleerung alle 2 bis 3 Stunden (nach der Uhr) angestrebt, wobei der danach verbleibende Restharn durch eine Mehrfachmiktion vermindert werden soll. Biofeedback-Sitzungen sind eine weitere Therapieoption, wobei auch hier die eingeschränkte Fähigkeit zur Zusammenarbeit bei Kindern zu berücksichtigen ist. Bei wiederkehrenden Harnwegsinfekten ist eine entsprechende Infektprophylaxe durchzuführen, um den Betroffenen vor einer Schädigung des oberen Harntrakts zu schützen. Alpharezeptorenblocker wie Doxazosin können hilfreich sein. Sollten diese Maßnahmen nicht ausreichen, um gehäufte Harnwegsinfekte vor allem der oberen Harnwege zu verhindern, wird zum intermittierenden Katheterismus angeraten.